# Zadośćuczynienie poprzez krew
Zadośćuczynienie poprzez krew – kwestia doktrynalna wiązana z wyznaniami zaliczanymi do ruchu świętych w dniach ostatnich.
Stanowi budzący znaczne kontrowersje i wywołujący nieporozumienia aspekt historycznego rozwoju mormonizmu. Kościół Jezusa Chrystusa Świętych w Dniach Ostatnich, największa denominacja wchodząca w skład tej tradycji religijnej, naucza jednoznacznie, że zadość czyniąca ofiara dokonana poprzez przelanie krwi przez Jezusa Chrystusa jest wystarczająca dla grzechów wszystkich tych, którzy wierzą, odpokutowują, zostali ochrzczeni przez upoważnioną do tego osobę i którzy otrzymali dar Ducha Świętego poprzez nałożenie rąk. Poważne grzechy wszakże, takie jak przelanie niewinnej krwi, wymagają uprzedniego dobrowolnego poddania się karze Bożej, zanim stanie się możliwe skorzystanie z ofiary zadośćuczynienia.
We wczesnym okresie historii Kościoła niektórzy jego liderzy, zwłaszcza Brigham Young, nauczali, że mogą zaistnieć sytuacje, w których Bóg wymagałby dobrowolnego oddania życia przez mordercę w procesie zadośćuczynienia. Podkreślali wszakże, iż dojść do tego może jedynie w kontekście państwa teokratycznego. Sama zasada nigdy nie została wprowadzona w życie, nigdy nie była również nauczana w jakiejkolwiek formie. Historycy mormonizmu interpretują ją nade wszystko w kontekście procesu tak zwanej mormońskiej reformacji (1856–1857). Wskazują na retoryczny raczej niż dosłowny jej charakter, skupiony na tym, by zwrócić uwagę świętych w dniach ostatnich na ciężar poważnych grzechów, w tym morderstwa. Zadośćuczynienie przez krew nie jest częścią doktryny Kościoła i nie było przezeń nigdy praktykowane. Przelewanie krwi mordercy jednakże, jako element świeckiego systemu prawnego, nie zaś teologii czy praktyki Kościoła, było natomiast wspierane przez mormońskich przywódców, chociażby George’a Q. Cannona (1884) czy też czwartego prezydenta Kościoła Wilforda Woodruffa (1891). W podobnym duchu wypowiadali się również nieco wcześniej Heber C. Kimball i Jedediah M. Grant, odpowiedzialni za wprowadzenie pierwszego prawa regulującego stosowanie kary śmierci na terytorium Utah.
Przez sceptycznych wobec tej tradycji religijnej było wykorzystywane jako jeden z punktów wyjścia do krytyki już w początkach antymormońskiej literatury. Czyniono z tego zagadnienia doktrynalnego podstawę do rzekomo inspirowanej przez Kościół przemocy skierowanej wobec odstępców, wrogów czy obcych. Zniekształcano w ten sposób teologiczny sens tejże kwestii, z dobrowolnego oddania życia przez żałującego grzesznika niesłusznie czyniąc usprawiedliwienie dla już dokonanych aktów przemocy. Badacze dziejów mormonizmu wskazują na pełen przemocy charakter kolonizacji amerykańskiego zachodu jako takiej. Zaznaczają jednocześnie, że nie ma on nic wspólnego z zadośćuczynieniem przez krew.